# Alfonso David Lebón
Alfonso David Lebón (Antofagasta, 1 de diciembre de 1921 - Santiago, 23 de octubre de 1992) fue un comerciante, agricultor y político chileno. Se desempeñó como diputado de la República en representación de la 5ª Agrupación Departamental durante dos periodos consecutivos, desde 1953 hasta 1961. Luego ejerció como ministro de Minería bajo el gobierno del presidente Salvador Allende, durante julio de 1972. También fue embajador de Chile en Canadá desde marzo de 1971 hasta julio de 1973.

## Familia y estudios
Nació en Antofagasta el 1 de diciembre de 1921, hijo de Francisco David Deek y de Matilde Lebon Francisco. Estudió en el Colegio de los Hermanos Maristas, en la comuna de Los Andes. Fue comerciante, y agricultor, trabajando en el fundo "Los Tamarindos".
Se casó Santiago, el 5 de julio de 1958, con Astrid Olga Manni Bittner, con quien tuvo un hijo.

## Trayectoria política
Ingresó al Partido Agrario Laborista (PAL), siendo elegido en las elecciones parlamentarias de 1953, como diputado en representación de la 5ª Agrupación Departamental de San Felipe, Petorca y Los Andes, por el período legislativo 1953-1957; siendo reelegido inmediatamente —en las elecciones parlamentarias de 1957—, por el periodo 1957-1961. En el primer periodo formó parte de la comisión de Educación Pública, y en el segundo periodo integró la comisión de Gobierno Interior. Al finalizar sus labores parlamentarias se trasladó al Partido Socialista (PS).
En 1969 se integró a la Acción Popular Independiente (API), donde llegó a ser presidente de la colectividad, y colaboró con la elección presidencial de Salvador Allende en septiembre de 1970. Desempeñó labores diplomáticas y fue designado por el propio Allende como ministro de Minería, cargo que ejerció desde el 10 hasta el 28 de julio de 1972. Además, fue vicepresidente del Instituto de Seguros del Estado (ISE), entre diciembre de 1972 y septiembre de 1973.
Fue miembro del Cuerpo de Bomberos, del Club Aéreo, y de la Asociación Central de Fútbol, desempeñándose como vicepresidente de la División de Ascenso. Murió en Santiago, el 23 de octubre de 1992.